# Airon-Saint-Vaast
Airon-Saint-Vaast – miejscowość i gmina we Francji, w regionie Hauts-de-France, w departamencie Pas-de-Calais.
Według danych na rok 1990 gminę zamieszkiwało 166 osób, a gęstość zaludnienia wynosiła 28 osób/km² (wśród 1549 gmin regionu Nord-Pas-de-Calais Airon-Saint-Vaast plasuje się na 1043. miejscu pod względem liczby ludności, natomiast pod względem powierzchni na miejscu 600.).